# Cyclops ecornis
Cyclops ecornis – gatunek widłonoga z rodziny Cyclopidae, nazwa naukowa gatunku została po raz pierwszy opublikowana w 1819 roku przez niemieckiego zoologa Wilhelma Gottlieba Tilesius von Tilenau.